# Haus Krojanker
Das Haus Krojanker ist ein denkmalgeschütztes Gebäude in der Stadt Burg (bei Magdeburg).

## Geschichte
Das Haus Krojanker wurde in den Jahren 1925 und 1926 als Fabrikantenvilla erbaut. Das Berliner Architekturbüro Korn und Weitzmann (Arthur Korn und Siegfried Weitzmann) hatte den Bau des Hauses geplant. Das Gebäude gehört zu den letzten heute noch existierenden Bauten des Architekturbüros. Es war das Wohnhaus des technischen Direktors Dr. Gustav Krojanker der Schuhfabrik Conrad Tack & Cie. Er lebte mit seiner Familie von 1926 bis 1929 dort.
Nach dem Zweiten Weltkrieg wurde das Gebäude nicht mehr als Wohnhaus, sondern als Kindertagesstätte genutzt. In diesem Zusammenhang erfolgten 1959 und 1969 auf der Gartenseite flache eingeschossige Erweiterungsbauten. Seit 2003 wird das Gebäude als Wohnheim für behinderte Menschen genutzt.
Das Gebäude steht heute unter Denkmalschutz und ist im örtlichen Denkmalverzeichnis als Baudenkmal unter der Nummer 094 05679 eingetragen.

## Lage
Das Gebäude befindet sich an der Kreuzung Breitscheidstraße – Straße der Einheit in Burg.

## Gestaltung
Das Haus Krojanker präsentiert sich als langgestreckter kubischer Baukörper mit zwei Geschossen und flachem Dach. Das Äußere wird weitgehend durch den Kontrast hell verputzter Wandflächen und horizontal wie vertikal verlaufender, farbiger Ziegelbänder bestimmt. Im Westen wird der Bau durch eine abgerundete Ecke betont, im Osten dominiert der hoch aufragende Treppenturm, welcher das Obergeschoss und die Sonnenterrasse auf dem Dach erschließt.
Die Raumaufteilung im Inneren ist eher konventionell. Das Erdgeschoss enthält drei große, durch Flügeltüren miteinander verbundene Repräsentationsräume sowie Vorflure und Küche mit Dienstboteneingang. An der südöstlichen Gartenseite wurde schon bauzeitlich ein kleiner Wintergarten angefügt. Im Obergeschoss befinden sich vier Schlafräume, Flure, ein kleiner Nordbalkon sowie das Bad.

## Quelle
- Denkmal des Monats März 2015, abgerufen am 3. Juli 2017 (Offline)

Koordinaten: 52° 16′ 11,5″ N, 11° 50′ 30,6″ O